# 卡夢茶諾·柔莎緹恩
卡夢茶諾·柔莎緹恩 （1997年8月25日—），小名Benz，出生於泰國曼谷。泰國新生代女演員及模特。現為泰國第3電視台旗下藝人。

## 個人簡歷
Benz於1997年8月25日出生於泰國曼谷。高中畢業後，於曼谷大學傳播藝術系就讀學士學位，在校期間因表現亮眼，進而於校內啦啦隊擔任隊長一職。
Benz透過廣告拍攝出道。2015年出演首部電視劇《鬼電波》後，與泰國第3電視臺簽約，成為旗下藝人。

## 影視作品

### 電視劇
| 首播年份 | 戲名                   | 戲名   | 播放平台    | 角色               | 備註     |
| 首播年份 | 譯名                   | 原文名 | 播放平台    | 角色               | 備註     |
| 2015年   | 《鬼電波》             |        | MCOT HD     |                    | 特別出演 |
| 2020年   | 《玫瑰奇緣戀與大明星》 |        | Ch3Thailand | Theeran （Ran）    | 配角     |
| 2020年   | 《職業人妻》           |        | Ch3Thailand | Kotchakorn （Kot） | 配角     |
| 2023年   | 《輕觸我心》           |        | Ch3Thailand | Ketphailin         | 配角     |
| 2023年   | 《劫心戀人》           |        | Ch3Thailand | Kanokdao （Gift）  | 配角     |
| 待公布   | 《苦蜜》               |        | Ch3Thailand |                    | 配角     |

### 廣告代言
註：以下資料整理自卡夢茶諾·柔莎緹恩的電視廣告及Instagram官方帳戶。
| 年份   | 品牌    | 代言項目 | 備註        |
| 2016年 | Popteen | 學生鞋   | [ 2 ] [ 3 ] |
| 2016年 | 立頓    | 水果冰茶 | [ 4 ]       |

## 音樂錄影帶
| 年份 | 歌名        | 歌手        | 備註 |
| 2015 | 消失的眼淚  | The Mousses |      |
| 2016 | 無法抗拒    | LABANOON    |      |
| 2017 | 讓你...閃耀 | TheTOYS     |      |

## 外部連結
- 卡夢茶諾·柔莎緹恩於Channel 3的簡介 （页面存档备份，存于）（泰文）
- 卡夢茶諾·柔莎緹恩的Instagram帳戶（泰文）